# Barry Anderson (Schiedsrichter)
Barry Anderson (* im 20. Jahrhundert) ist ein US-amerikanischer Schiedsrichter im American Football, der seit der Saison 2007 in der NFL tätig ist. Er trägt die Uniform mit der Nummer 20.

## Karriere
Anderson begann seine NFL-Laufbahn zur Saison 2007 als Side Judge. Zur Saison 2011 wechselte er auf die Position des Field Judges, ehe er zur Saison 2015 zum Umpire ernannt wurde.
Er war Umpire im Schiedsrichtergespann beim Super Bowl LIV im Jahr 2020 in der Crew unter der Leitung von Hauptschiedsrichter Bill Vinovich. Zudem war er Field Judge im Pro Bowl 2014 unter der Leitung von Scott Green.